# Radiofármaco

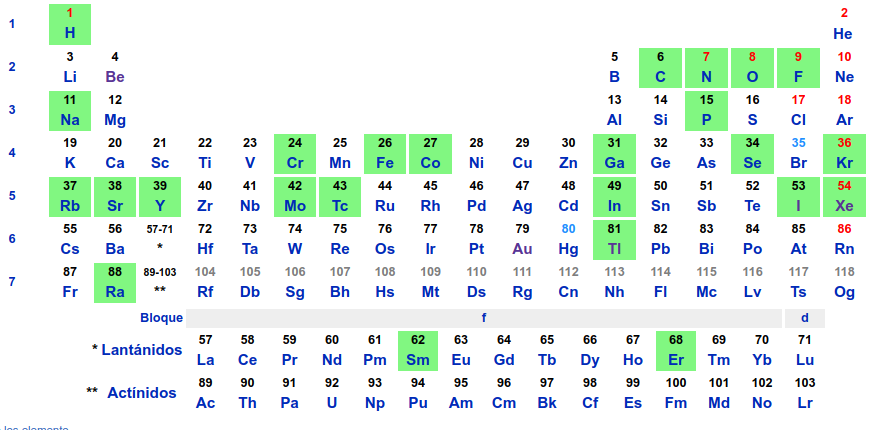
Elementos radionúclidos más empleados

Un radiofármaco es un compuesto radiactivo utilizado para el diagnóstico y tratamiento de algunas enfermedades. Se estima que el 95% de los radiofármacos en medicina nuclear son aprovechados en imagenología de diagnóstico, mientras que el resto se usan en terapéutica.

## Usos
En diagnóstico lo que se aprovecha de los radiofármacos es su propiedad emisora de radiación lo que permite ser detectados a distancia. Por otro lado, cuando la intención es terapéutica, se aprovecha su efecto destructor sobre el tejido del órgano blanco.
Los radiofármacos son aprovechados por sus acciones en la fisiología, bioquímica o patología del cuerpo sin causar ningún efecto fisiológico. Cuando un radiofármaco se utiliza con fines diagnósticos o terapéuticos se le llama radiotrazador; por tanto, se define como radiofármaco a cualquier producto que, cuando esté preparado para su uso con una finalidad diagnóstica o terapéutica, contenga uno o más radionúclidos.
A los radiotrazadores o trazadores radiactivos se les llama así porque cuando son administrados en dosis subfarmacológicas pueden seguir la huella o traza que deja la desintegración radiactiva para explorar un proceso fisiológico o patológico particular en el cuerpo.
En la terminología, se emplea un juego de palabras entre «traza» que puede usarse en el sentido de huella o rastro, así como de residuo o vestigio. Esto es porque las dosis de radiofármacos se administran en cantidades muy pequeñas que rondan los 10-11 moles.

## Antecedentes
La mayoría de los radiofármacos son una combinación de una molécula radioactiva, un radionúclido (isótopos radioactivos), que permite la detección externa, y una molécula o fármaco biológicamente activo que actúa como portador y determina la localización y la biodistribución. Para unos pocos radiotrazadores (por ejemplo, yodo radiactivo, galio y talio), los átomos radiactivos en sí mismos confieren las propiedades de localización deseadas. Tanto las moléculas naturales como las sintéticas pueden ser radiomarcadas.

## Origen de radionúclidos
Los radionúclidos de origen natural (por ejemplo, uranio, actinio, torio, radio y radón) son elementos pesados y tóxicos. Tienen vidas medias muy largas (más de 1000 años), por lo que no tienen un papel clínico en la medicina nuclear de diagnóstico. Los radionúclidos comúnmente utilizados en clínica se producen artificialmente mediante fisión nuclear o mediante el bombardeo de materiales estables por neutrones o partículas cargadas.
Los diferentes tipos de átomos se llaman elementos. Los diferentes tipos de núcleos se denominan núclidos. Un elemento se caracteriza por su número atómico (Z), es decir, el número de protones en el núcleo y el número (N) de neutrones. El número atómico especifica la posición del elemento en la tabla periódica. Un núclido se caracteriza por su número atómico y número de masa (A), es decir, protones más neutrones en el núcleo (A+Z). Los núclidos con el mismo número de protones se llaman isótopos y pertenecen al mismo elemento. Los núclidos inestables se llaman radionúclidos. Los radionúclidos intentan estabilizarse emitiendo radiación electromagnética o partículas cargadas durante la desintegración radiactiva. La radiactividad es la emisión espontánea de radiación emitida por radionúclidos.
De la explicación anterior se deduce que:
El Yodo tiene como número atómico el 53.
Como se comentó, un elemento se caracteriza por su número atómico (Z). Un núclido se caracteriza por su número de masa (A) y su número atómico (Z).
Entonces, para el Yodo, deducimos que:
{\displaystyle {}_{Z}^{A}{\mbox{Elemento}}\,}
Luego:
{\displaystyle {}_{Protones}^{Neutrones+protones}{\mbox{Yodo}}\,}
El radioisótopo del yodo: 123I posee 70 neutrones y 53 protones
Por tanto:
70 + 53 = 123
Colocado en la nomenclatura queda como sigue:
{\displaystyle {}_{53}^{123}{\mbox{Yodo}}\,}
De ahí tenemos::
123
53I que es un núclido inestable. 
De los 37 isótopos conocidos del yodo, solo el 127I es estable, los demás sufren desintegración (o decaimiento) con el tiempo. El 131I es el radioisótopo más empleado en clínica
Los mecanismos radiofarmacéuticos de localización son importantes para la práctica clínica. Comprender el mecanismo y la justificación del uso de cada agente es fundamental para comprender los hallazgos normales y patológicos demostrados gammagráficamente. Los productos radiofarmacéuticos deben contar con la aprobación de la Administración de Alimentos y Medicamentos (FDA) de los Estados Unidos antes de que puedan comercializarse y utilizarse con fines clínicos o de investigación en seres humanos.
Por lo general, los radiofármacos no producen modificaciones fisiológicas visibles por interacción con biomoléculas específicas del organismo, por tanto, no tienen efecto farmacológico, y en caso de tenerlo, su acción es mínima. Por ejemplo, el Talio (Tl), un componente antiguo de los venenos para matar rodores, es extremadamente tóxico para los humanos. Sin embargo, las cantidades mínimas empleadas en radiofarmacéutica del 201Tl lo hacen seguro.

## Características deseables de los radiofármacos
Ciertas características son deseables para radiofármacos de utilidad clínica. 
- La desintegración de radionúclidos debería dar como resultado emisiones gamma de energía adecuada (100-200 keV es ideal para cámaras gamma y 511 keV para tomografía por emisión de positrones o PET, por sus siglas en inglés) y en suficiente abundancia (probabilidad de emisión por desintegración) para la detección externa.[3]
- No debe contener radiación en partículas (por ejemplo, emisiones beta), lo que aumenta la dosis de radiación en el paciente, aunque las emisiones beta son adecuadas para radiofármacos terapéuticos.[3]
- El componente farmacéutico debe estar libre de toxicidad o efectos fisiológicos. El radiofármaco no debe disociarse in vitro o in vivo y debe estar fácilmente disponible o combinarse fácilmente. El radiofármaco debe localizar rápida y específicamente de acuerdo con la aplicación prevista. La depuración (clearance, en inglés) debe ser rápida.[3]
- La vida media efectiva debería ser lo suficientemente larga únicamente para la aplicación prevista, generalmente unas pocas horas.[3]
- El radionúclido debe estar libre de portadores, es decir, no estar contaminado ni por radionúclidos estables ni por otros radionúclidos del mismo elemento. El material del portador puede influir negativamente en la biodistribución y la eficiencia del marcado.[3]
- Es deseable que el radiofármaco sea de fácil producción, con un bajo costo y fácilmente disponible para cualquier Servicio de Medicina Nuclear. Métodos complicados de producción del radionúclido o de marcación de este último incrementan el precio del producto final.[1]
- Debe tener una alta actividad específica, es decir, radiactividad por unidad de peso (mCi/mg). Un radionúclido libre de portadores tiene la actividad específica más alta. El tecnecio-99m se acerca más a estas características deseables para la cámara gamma y el 18F para su uso en la tomografía por emisión de positrones del cáncer.[7]

## Véanse otros radionúclidos
- 82Rb